# Julisch Venetien
Julisch Venetien (italienisch Venezia Giulia, slowenisch und kroatisch Julijska Krajina) ist eine historische Region an der Oberen Adria in Mitteleuropa.
Die Region wird im Norden von den Julischen Alpen und im Süden vom Golf von Triest und dem Kvarnergolf begrenzt. Sie umfasst das Einzugsgebiet des Isonzo, das Karsthochland im Hinterland von Triest, die Halbinsel Istrien, die Stadt Fiume/Rijeka und einen kleinen Teil von Dalmatien (die Stadt Zara/Zadar, die Inseln Cherso/Cres und Lussino/Lošinj in der Kvarner-Bucht sowie die Inseln Cazza/Sušac, Lagosta/Lastovo, Pelagosa/Palagruža und Saseno/Sazan in der Südadria).
Der Begriff Julisch Venetien wurde 1863 von dem italienischen Linguisten Graziadio Ascoli vorgeschlagen, wurde aber erst 1921, nach der Machtergreifung der Faschisten in Italien, dort offizieller Sprachgebrauch zur Bezeichnung der Gebiete im Nordosten Italiens in den Nachkriegsgrenzen. Bis 1918 war der damals zu Österreich gehörende Landstrich als Österreichisches Küstenland (italienisch Litorale austro-illirico, slowenisch Primorje) bekannt. Im Italienischen wurde der Begriff Venezia Giulia schnell dominierend, während sich im Slowenischen und Deutschen die ältere (und bis zum Ende der Habsburgermonarchie amtliche) Bezeichnung hielt. In Slowenien bezeichnet Primorska bis heute eine slowenische Region, während Julijska Krajina auch weite Teile der italienischen Region Friaul-Julisch Venetien umfasst. Beide slowenische Bezeichnungen enthalten keine Verweise auf Venedig oder das Veneto.
Heute verteilt sich Julisch Venetien auf die Staaten Italien (ehemalige Provinzen Gorizia und Triest in der Region Friaul-Julisch Venetien), Slowenien (Primorska) und Kroatien (Gespanschaft Istrien und Teile der Gespanschaft Primorje-Gorski kotar). Das Gebiet mit einer Fläche von ca. 9.850 km² hat etwa 1,1 Millionen Einwohner. Wichtigste Stadt ist bis heute Triest, dessen Funktion als wirtschaftliches und kulturelles Zentrum der Region allerdings stark unter der 1945/1946 vollzogenen Teilung gelitten hat.
Hans Goebl hält den Begriff Julisch Venetien für grob irreführend. Seine weite Verbreitung stelle einen Propagandaerfolg des italienischen Irredentisten Ascoli dar. Der Begriff suggeriere, dass das gesamte so bezeichnete Gebiet zu Venedig, also zu Italien gehöre (bzw. gehören müsste). Tatsächlich habe die Stadt Triest sich bereits 1382 „in durchaus anti-venezianischer Absicht“ dem Habsburgerreich angeschlossen und habe diesem durchgängig bis 1918 angehört.

## Geschichte
Bis zum Ersten Weltkrieg gehörte Julisch Venetien zu Österreich-Ungarn. Durch den Vertrag von Saint-Germain 1919 wurde das Gebiet an das Königreich Italien angeschlossen. Verwaltungsmäßig wurde das Gebiet in die Provinzen Görz, Triest, Pola (Pula) und Zara (Zadar) geteilt. 1924 kam noch die Provinz Fiume (Rijeka) dazu.
Zum damaligen Zeitpunkt war das Gebiet je ungefähr zur Hälfte italienisch und slawisch besiedelt. Dabei konzentrierte sich die italienische Bevölkerung auf die größeren Städte und die Küstenorte, während das Karsthinterland hauptsächlich von Slowenen (im Norden) und Kroaten (im Süden) besiedelt war. Die massive Italianisierungspolitik des Mussolini-Regimes in den 1920er und 1930er Jahren mit ihrer systematischen Verfolgung der slawischen Bevölkerung führte einerseits zur Auswanderung von zehntausenden Slowenen und Kroaten nach Jugoslawien, andererseits zum Widerstand der militanten slowenisch-kroatischen Untergrundorganisation TIGR.
Nach dem Zweiten Weltkrieg vereinbarten Briten und Amerikaner mit Jugoslawien in der Übereinkunft von Duino am 10. Juni 1945 eine Teilung des Gebiets entlang der Morgan-Linie in eine britisch-amerikanische und eine jugoslawische Besatzungszone und besetzten das ihnen jeweils zugewiesene Gebiet. 200.000 bis 350.000 Italiener wurden vertrieben, andere fielen den Foibe-Massakern zum Opfer. In der Folge wurde Julisch Venetien durch den Friedensvertrag von Paris 1947 zwischen Italien, dem Freistaat Triest und Jugoslawien aufgeteilt.
Einen gewissen Ansatz zu einem zumindest teilweise weiterhin vereinigten, multiethnischen Julisch Venetien stellte das Freie Territorium Triest (FTT) dar, das Triest und den Nordwesten Istriens umfasste. Die Polizei im britisch-amerikanisch besetzten Teil dieses Territoriums trug sogar den Namen des Gebiets: Venezia Giulia Police Force (VGPF). Das Experiment FTT scheiterte jedoch, und 1954 wurde Julisch Venetien durch das Londoner Memorandum zwischen Italien und Jugoslawien aufgeteilt: Die Stadt Triest und ein schmaler Landzipfel als Verbindung zum Rest Italiens wurde Italien, ganz Istrien und die Gebiete östlich von Görz wurden Jugoslawien zugesprochen. Endgültig bilateral zwischen Italien und Jugoslawien fixiert wurde diese Teilung 1975 durch den Vertrag von Osimo. Seit der Unabhängigkeit Sloweniens und Kroatiens 1991 verteilt sich die Region auf drei Staaten.
Heute gibt es zwischen den lange Zeit verbundenen Gebieten allmählich wieder vermehrte kulturelle und wirtschaftliche Kontakte. Die jeweiligen sprachlichen Minderheiten werden von staatlicher Seite geschützt: Slowenisch ist Amtssprache in Friaul-Julisch Venetien, Italienisch ist in Teilen Sloweniens und Kroatiens eine anerkannte Minderheitensprache. Das lange Zeit problematische Verhältnis zwischen slawischer und italienischer Bevölkerung beginnt sich wieder allgemein zu entspannen.

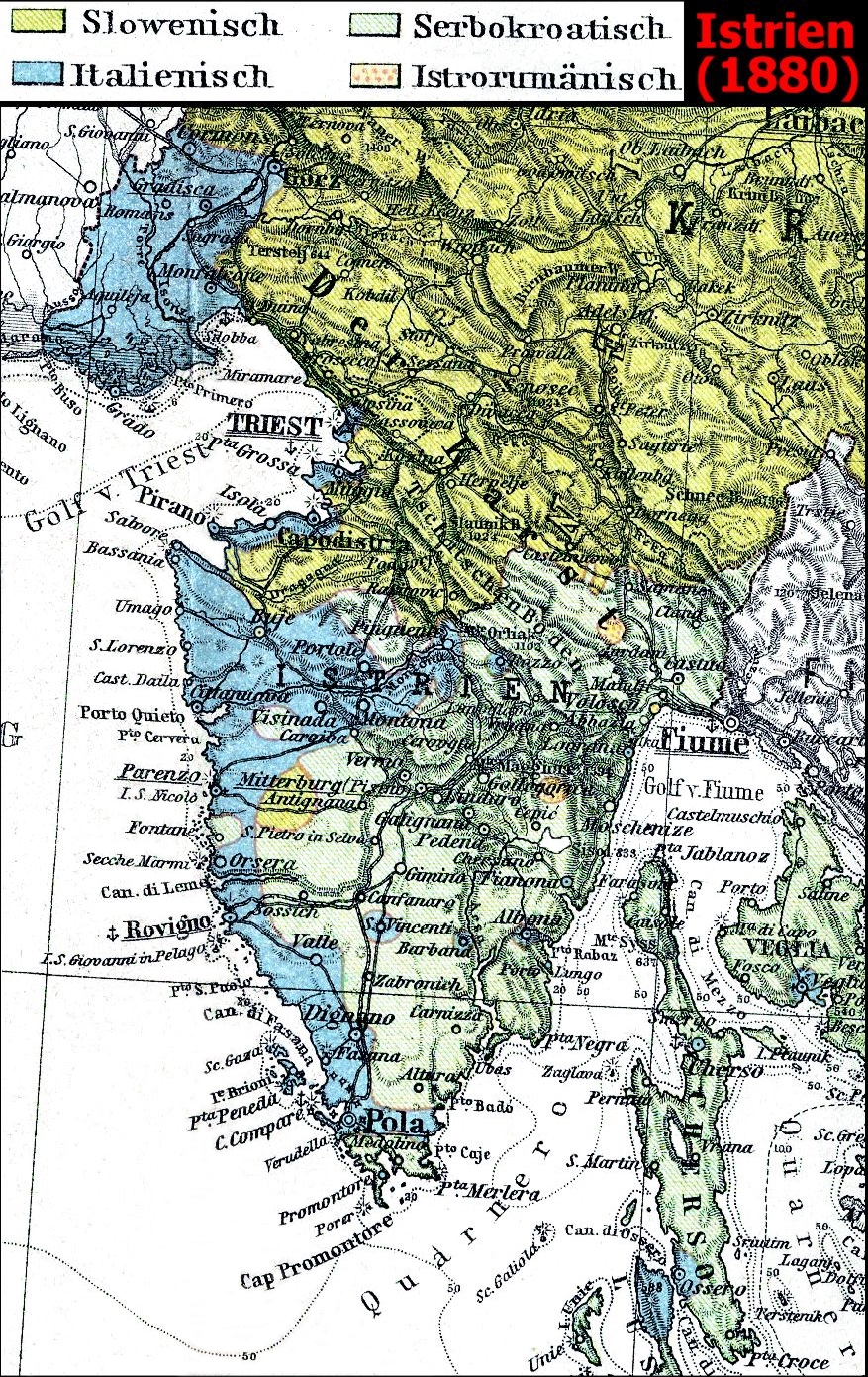
Österreichisches Küstenland: Ethnische Zusammensetzung 1880
Die „drei Venetien“ 1918–1947 (Triveneto): Tridentinisch Venetien, Euganeisch Venetien und Julisch Venetien
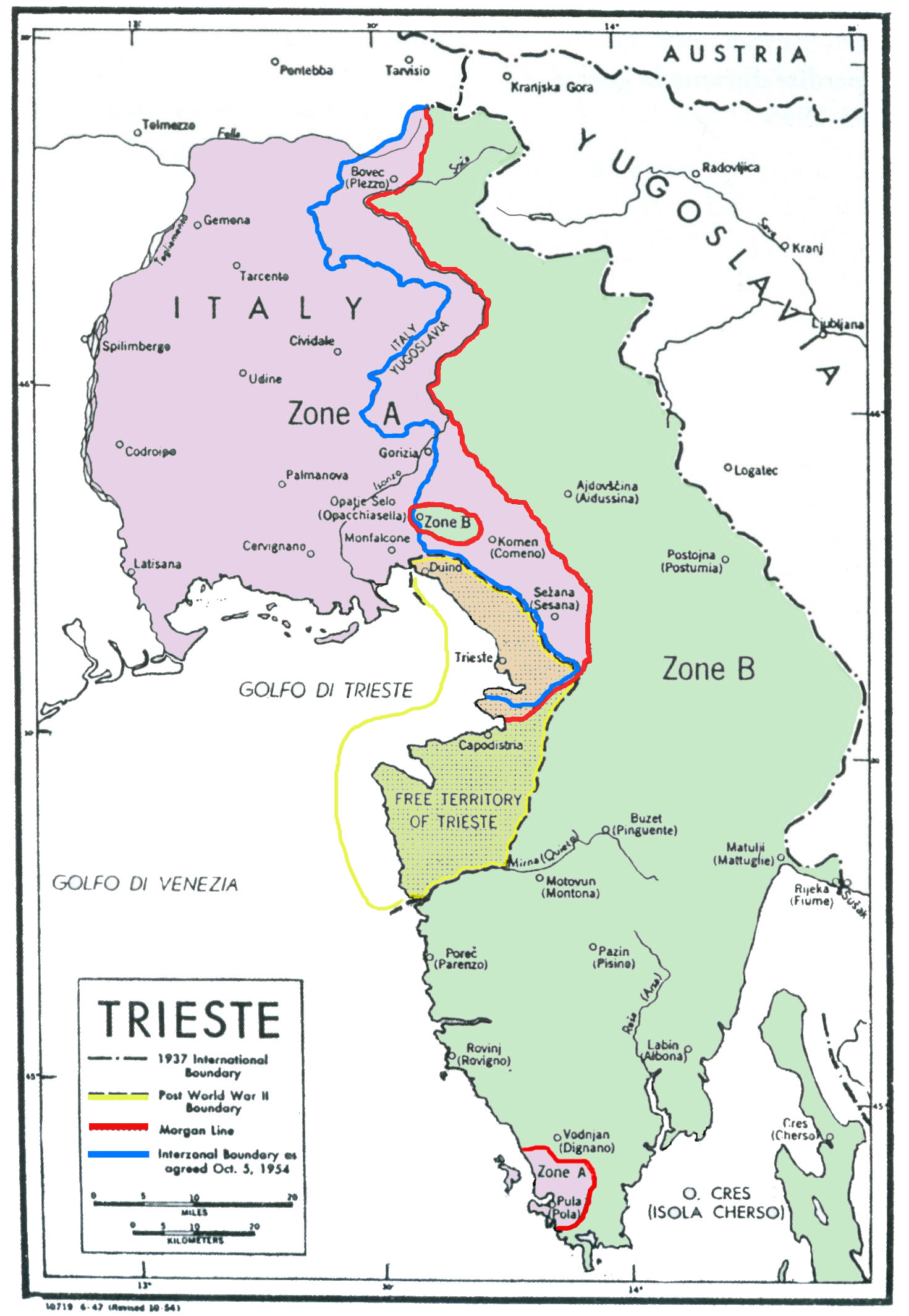
Teilung von Julisch Venetien nach dem Zweiten Weltkrieg